# Mechanische Weberei (Hannover)

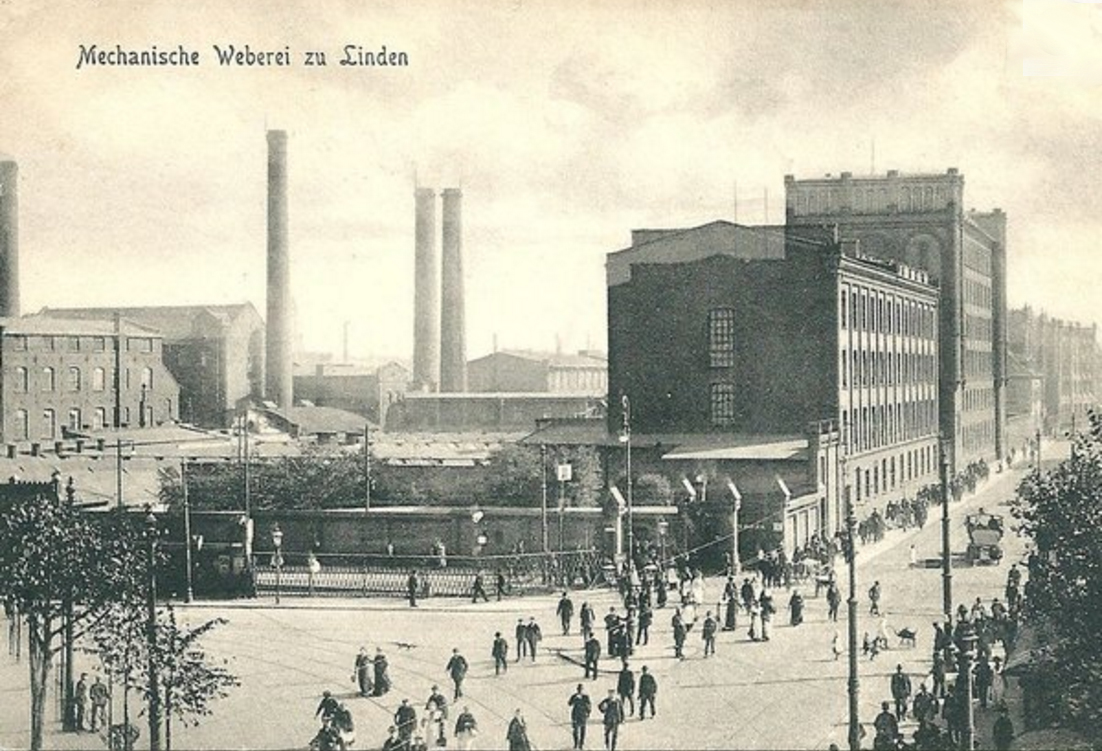
„Mechanische Weberei zu Linden“;
gesehen etwa von der Höhe Küchengarten in Richtung Blumenauer Straße, um 1910

Die Mechanische Weberei in Hannover war eine Weberei, die 1837 als erstes Unternehmen dieser Art in Europa gegründet worden war. Später war es hier auch das größte Unternehmen. Die Mechanische Weberei war neben den Fabriken von Johann und Georg Egestorff einer der Motoren der Industrialisierung im Königreich Hannover. Weltbekannt wurde der an der Ihme in Linden produzierte „Lindener Samt“. Das Unternehmen bestand bis 1961. Nach dem Abriss der letzten Werksgebäude 1972 wurde an ihrer Stelle das Ihmezentrum errichtet. 

## Geschichte

### 19. Jahrhundert

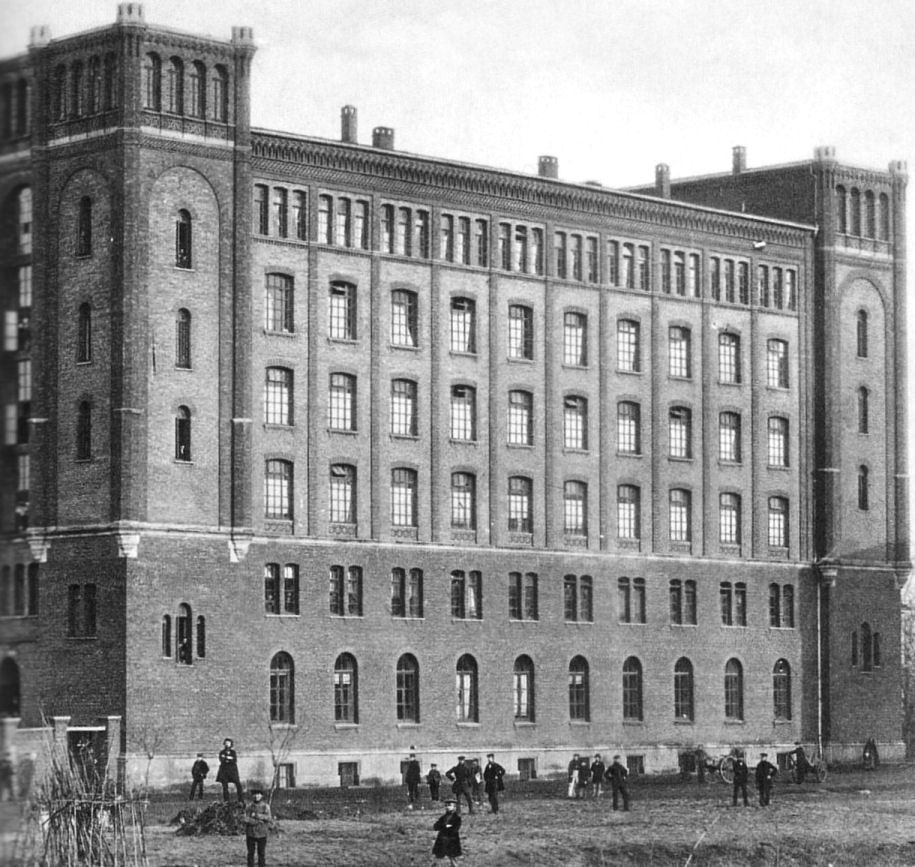
Das Hauptgebäude der Mechanischen Weberei wurde von Ludwig Debo errichtet;
Fotografie (Ausschnitt) von 1890

Die „Mechanische“ Weberei wurde 1837 von den Bankiers Adolph Meyer und Alexander Abraham Cohen sowie den bald wieder ausscheidenden Kaufleuten Carl Domeyer und Georg Wessel gegründet. Die maschinengetriebene Stoffherstellung im großen Stil sollte die menschliche Arbeitskraft rationalisieren, wie sie zuvor ganze Familien betrieben an kleinen, hölzernen Webstühlen in „Heimarbeit“, zum Beispiel in der hannoverschen Weberstraße. Das Unternehmen wurde wegen des großen Wasserverbrauchs zwischen der Ihme und der Blumenauer Straße angesiedelt. Die ersten, nur für grobe Stoffe geeigneten Webstühle wurden aus dem Elsass bezogen und bereiteten anfangs Schwierigkeiten. 1840 und 1844 wurde die Mechanische Weberei mit Goldmedaillen für ihre Produkte ausgezeichnet. Aufschwung brachten der Fabrik modernere Webstühle aus England ab dem Ende der 1840er Jahre: 1852 zählte das Unternehmen bereits 108 Beschäftigte, die meisten davon weiblich.
1857/58 wurde die Firma in eine Aktiengesellschaft umgewandelt, die Produktionsstätten wurden durch bemerkenswerte Industriebauten des Architekten Ludwig Debo vergrößert.
Nach dem durch den Amerikanischen Bürgerkrieg hervorgerufenen Rohstoffmangel übernahm Wilhelm Berding (1833–1918) 1865 die Leitung der AG; vor allem die Produktion baumwollener Samte wurde ausgeweitet; nun begann der Siegeszug des „Lindener Samts“ (Velvet).
In den 1870er Jahren errang das Unternehmen Auszeichnungen auf Ausstellungen in Wien (wo es als einzige Firma aus der nun preußischen Provinz Hannover ein Ehrendiplom erhielt), Philadelphia und Hannover.
1871/72 wurde zwischen Pfarrlandstraße und Velvetstraße auch eine eigene Arbeiterkolonie errichtet aus 27 Doppelhäusern mit jeweils zugehörigen Gärtchen. Die ehemalige Siedlung auf dem heutigen Pfarrlandplatz wurde 1970 abgerissen zugunsten des Baus des Seniorenwohnheimes Werner-Blumenberg-Haus.

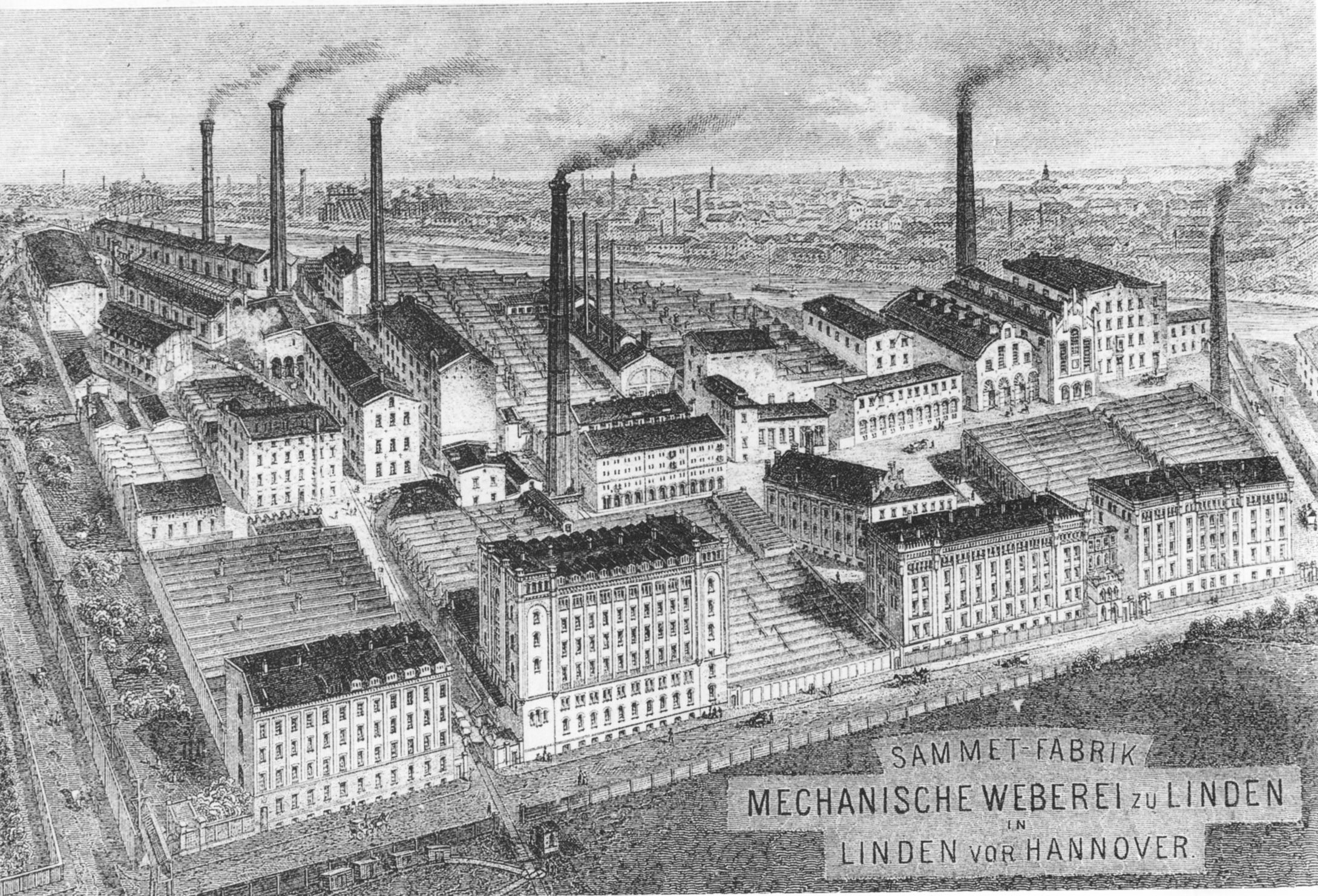
Darstellung des Werkes etwa um 1890

Während andere Betriebe in England noch getrennt als Weberei, Schneiderei, Färberei oder Appretur produzierten, vereinte die Mechanische Weberei diese Betriebszweige mit dem Erfolg einer anhaltend hohen Qualität. 1874 war das Unternehmen bereits der größte Hersteller dieser Art auf dem europäischen Kontinent: Rund 1.500 Menschen waren hier beschäftigt, davon 787 Männer, 592 Frauen, 31 Mädchen und 22 Jungen. Bis 1885 verdoppelte sich die Gesamtzahl der Beschäftigten auf rund 3.000, darunter hatten sehr viele Zuwanderer aus dem Eichsfeld, dem Harz und dem ostelbischen Raum Aufnahme gefunden.
1890 war die Mechanische Weberei einer der größten Industriebetriebe Hannovers, wobei der Firmensitz seinerzeit im benachbarten Dorf Linden lag. Jährlich wurden rund 7.000.000 Meter Velvet hergestellt und rund 1 Million Meter „Englisch-Leder“ (ein Gewebe-Leder). Allerdings führte die Produktion ebenso wie die der nördlich der Spinnereistraße benachbarten Hannoverschen Baumwollspinnerei und -weberei zu einer starken Verschmutzung der Ihme und der Leine.

### 20. Jahrhundert

„Linden-Sammet“ als Plakat von Änne Koken;
Vierfarbdruck, Illustrirte Zeitung, 1911

Mit „Lindener Samt“ warb das Samthaus Louis Schmidt in der Ernst-August-Straße 2 auf der Leineinsel Klein-Venedig

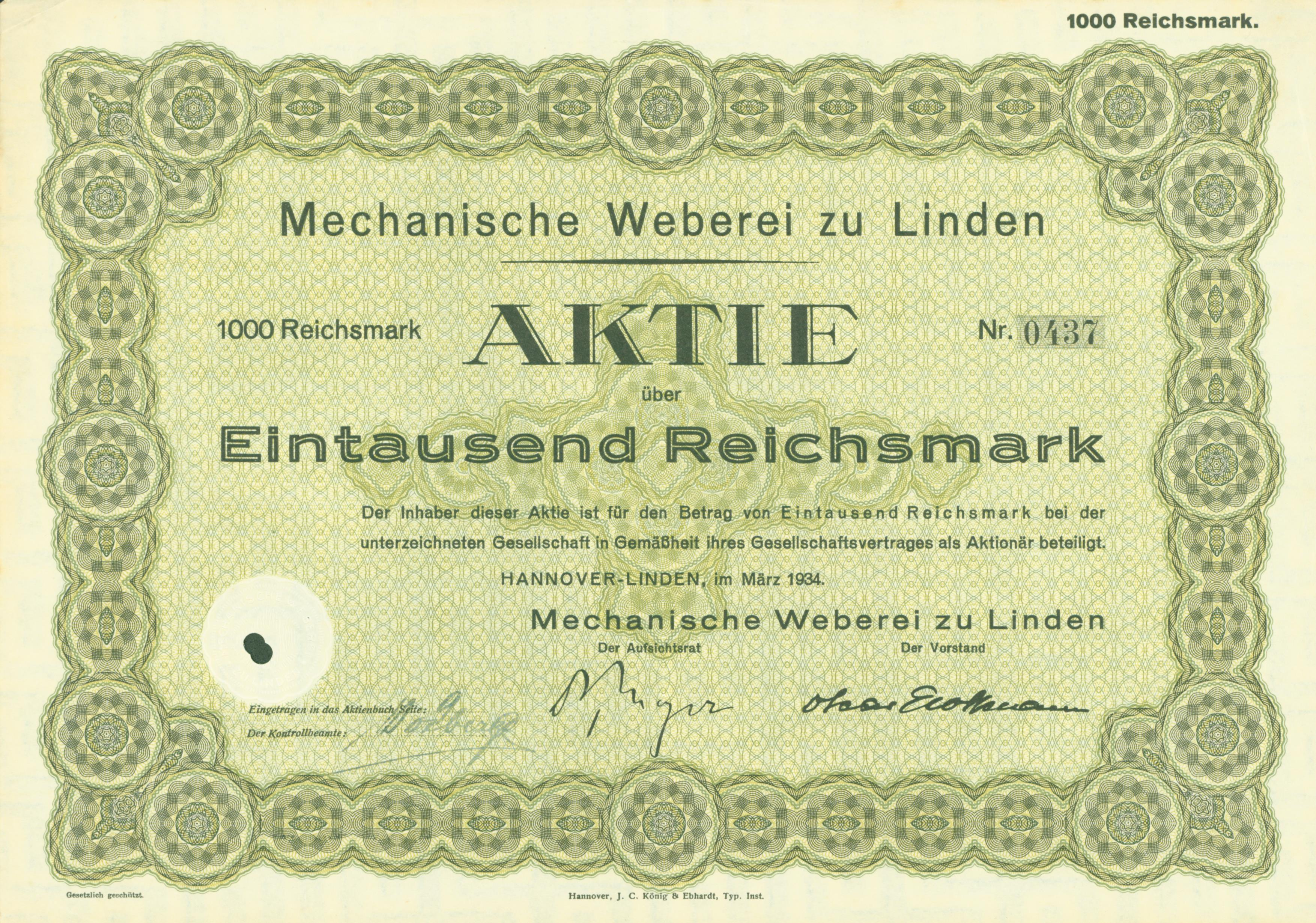
Aktie über 1000 RM der Mechanischen Weberei zu Linden vom März 1934

1902 wurde die  Mechanische Baumwollspinnerei und -Leinenweberei Ludwigshafen am Rhein in Oggersheim übernommen, später zusätzlich drei weitere. 1913 hatte das Fabrikations-Grundstück zwischen dem Schwarzen Bären und der (später so benannten) Leinertbrücke eine Ausdehnung von rund 10 Hektar. Eine weitere Ausdehnungsmöglichkeit an dem Standort war nicht möglich, da das Gelände eng von Wohnbebauung umgeben war. Im selben Jahr beschäftigte die laut Eigenwerbung „Fabrik der bekannten Lindener Kleider-Samte, Velvets, Velveteens, Cords und Moleskins“ rund 2.400 Menschen.
Mit dem Jahr der Weltwirtschaftskrise geriet auch die Mechanische Weberei 1929 in erhebliche interne und externe Schwierigkeiten. 1932 musste ein Vergleichsverfahren durchgeführt werden. Erst 1934 konnte der Betrieb wieder aufgenommen werden, allerdings in bescheidenem Umfang. Die Luftangriffe auf Hannover im Zweiten Weltkrieg hatten 1943 eine fast völlige Zerstörung des Betriebes zur Folge.
In den Wiederaufbaujahren konnte mit Geldmitteln aus dem Marshallplan, dem Bund und dem Land Niedersachsen der Betrieb wieder aufgenommen werden, jedoch in wesentlich kleinerem Umfang in der Rechtsform als GmbH. Zwar wurde der „Lindener Samt“ wieder für den heimischen Markt hergestellt und auch ins Ausland exportiert, an frühere Leistungen und Bedeutung konnte jedoch nicht wieder angeknüpft werden: 1961 wurde die Fabrik stillgelegt. Die restlichen Bauten im Stadtteil Linden-Mitte wurden 1972 abgebrochen, um dort das Ihmezentrum zu errichten.